# مدينة الجريمة
مدينة الجريمة (هانغل: 범죄도시) فيلم أكشن وتشويق كوري جنوبي من إخراج كانغ يون سيونغ. وبطولة ما دونغ سوك ويون كي سانغ.

## روابط خارجية
- مدينة الجريمة على موقع IMDb (الإنجليزية)
- مدينة الجريمة على موقع روتن توميتوز (الإنجليزية)
- مدينة الجريمة على موقع ألو سيني (الفرنسية)
- مدينة الجريمة على موقع قاعدة بيانات الفيلم (الإنجليزية)
- مدينة الجريمة على موقع ليتربوكسد (الإنجليزية)
- مدينة الجريمة على موقع كينوبويسك (الروسية)